# Utekáč
Utekáč je obec v okrese Poltár v Banskobystrickém kraji na Slovensku. Leží na pomezí Veporských a Stolických vrchů, v údolí říčky Rimavica.  Nejbližší města jsou Hriňová, vzdálená 20 km na západ, a Poltár, vzdálený 18 km na jih. Žije zde 878 obyvatel.
První písemná zmínka o obci pochází z roku 1536. V obci se nachází neogotická kaple svatého Antonína Paduánského z roku 1824 a klasicistní kaštel z období kolem roku 1800.
Obec byla v minulosti známá výrobou skla a termosek.

## Doprava
V obci je konečná stanice železniční tratě Lučenec – Utekáč.